# Campeonato Ecuatoriano de Fútbol 1995
El Campeonato Ecuatoriano de Fútbol 1995, conocido oficialmente como «Campeonato Nacional de Fútbol 1995», fue la 37.ª edición de la Serie A del Campeonato nacional de fútbol profesional en Ecuador. La competencia se celebró del 25 de febrero al 22 de diciembre de 1995. El torneo fue organizado por la Federación Ecuatoriana de Fútbol y contó con la participación de doce equipos de fútbol, como dato anecdótico a partir de esta edición entró en disputa en el sistema de puntos la cantidad de 3 puntos a diferencia de años anteriores que solamente se le atribuiría 2 puntos al ganador de cada encuentro.
El torneo contó con un sistema de tres etapas. La primera etapa durante el Torneo Apertura se desarrolló en un sistema de todos contra todos, en donde los cuatro primeros clasificados otorgaron el derecho a pelear por un cupo a la Copa Libertadores de 1996 y además un cupo a la final del torneo nacional. En la segunda etapa durante el Torneo Apertura se jugaron los tres cuadrangulares establecidos en la segunda etapa como son el Cuadrangular Pre-Libertadores (1°, 2°, 3° y 4° puesto de la tabla de posiciones), el Cuadrangular B (5°, 7°, 9° y 11° puesto de la tabla de posiciones) y el Cuadrangular C (6°, 8°, 10° y 12° puesto de la tabla de posiciones) se jugaron los tres cuadrangulares establecidos en este nuevo sistema. La primera etapa durante el Torneo Finalización se conformaron dos hexagonales, en donde se definieron los clasificados a los hexagonales como son el Hexagonal final y el Hexagonal del No Descenso. En la segunda etapa durante el Torneo Finalización se jugaron los dos hexagonales establecidos en la segunda etapa, el primero de la fase fue el hexagonal final otorgó el derecho a pelear por un cupo a la Copa Libertadores de 1996 y además un cupo a la final del torneo nacional más el equipo ocupado en cuarto puesto de la tabla de posiciones accedió a la disputa por un cupo a la Copa Conmebol de 1996 incluso el equipo ocupado en quinto puesto de la tabla de posiciones accedió a la disputa por un cupo a la Pre-Conmebol de 1996 y el segundo de la misma fase fue el hexagonal del No Descenso, en donde los dos últimos puestos descendieron a la Serie B de 1996. La tercera etapa consistió en la final del torneo, que se disputó entre los ganadores de las etapas como son el cuadrangular Pre-Libertadores del Torneo Apertura y el hexagonal final del Torneo Finalización en partidos de ida y vuelta.
En esta edición del campeonato, el Barcelona S. C. se coronó campeón por duodécima vez en su historia, tras superar al viejo, querido, novel, aguerrido y noble C. D. Espoli en una histórica final que culminó con un marcador global de 3-0 luego de ganar 2-0 en Guayaquil y 1-0 en Quito a favor del conjunto guayaquileño. Por su parte, Delfín y 9 de Octubre perdieron la categoría y descendieron a la Serie B para ambos clubes que descendieron de categoría por primera vez en 6 años de historia tras 6 años jugando en la Serie A y 7 temporadas consecutivas en la misma categoría para el club cetáceo y por séptima y última vez tras 1 año jugando en la Serie A y 1 temporada durante un solo año en la misma categoría para el club patriota respectivamente en la máxima categoría, ocupando la plaza de los ascendidos Deportivo Cuenca y Técnico Universitario, también en esta edición del campeonato fue la sorpresa del Deportivo Cuenca, por primera vez en 10 años, no participó en la categoría de honor; en cambio, regresó a la división de honor el Olmedo tras casi 23 años de ausencia, acompañado por el 9 de Octubre, cuya última participación se produjo en 1986 retornaron a la categoría de privilegio, ocupando la plaza de los descendidos Deportivo Cuenca y Valdez. Además, la incorporación de la ciudad de Quito la capital de la República solo contó con 5 clubes pertenecientes a Quito como eran Liga Deportiva Universitaria, Aucas, El Nacional, Deportivo Quito y Espoli en total eran 5 equipos de la capital en la Serie A al igual que 1976, Primera etapa de 1977, 1979, Segunda etapa de 1980, 1981, Segunda etapa de 1982, 1985, 1986, Segunda etapa de 1990, Primera etapa de 1992 y 1994 (incluso el Espoli abandonó Quito y trasladó a jugar fuera de Quito en Ibarra por casi 2 meses durante el período comprendido del 30 de agosto al 29 de octubre de 1995), la incorporación de la provincia de Pichincha solo contó con 5 clubes pertenecientes a la provincia de Pichincha como eran Liga Deportiva Universitaria, Aucas, El Nacional, Deportivo Quito y Espoli en total eran 5 equipos de dicha provincia en la misma categoría al igual que 1976, Primera etapa de 1977, 1979, Segunda etapa de 1980, 1981, Segunda etapa de 1982, 1985, 1986, Segunda etapa de 1990, Primera etapa de 1992 y 1994 (incluso el Espoli abandonó Quito y trasladó a jugar fuera de Quito en Ibarra por casi 2 meses durante el período comprendido del 30 de agosto al 29 de octubre de 1995), la incorporación de la ciudad de Guayaquil solo contó con 3 clubes pertenecientes a Guayaquil como eran Barcelona, Emelec y 9 de Octubre en total eran 3 equipos de dicha ciudad en la Serie A al igual que 1968, Primera etapa de 1975, Primera etapa de 1976, Segunda etapa de 1978, 1980, 1987, 1988, 1989, 1990, 1991, 1992, 1993 y 1994 (incluso el 9 de Octubre abandonó Guayaquil y trasladó a jugar fuera de Guayaquil en Machala y Azogues) y la incorporación de la provincia del Guayas solo contó con 3 clubes pertenecientes a la provincia del Guayas como eran Barcelona, Emelec y 9 de Octubre en total eran 3 equipos de dicha provincia en la misma categoría al igual que 1968, Primera etapa de 1975, Primera etapa de 1976, Segunda etapa de 1978, 1980, 1987, 1988, 1989, 1990, 1991, 1992, 1993 y 1994 (incluso el 9 de Octubre abandonó Guayaquil y trasladó a jugar fuera de Guayaquil en Machala y Azogues) y además en esta edición del campeonato fue la sorpresa del Deportivo Cuenca considerado como el gran ausente en la Serie A del Fútbol Ecuatoriano de 1995 que pasó sin pena ni gloria en el torneo tras el penúltimo descenso sucedido en el Torneo de la Serie A del Fútbol Ecuatoriano de 1994, la ciudad de Cuenca se quedó sin fútbol de la Serie A ya que solamente quedó ningún equipo de la capital azuaya en la misma categoría y la provincia del Azuay se quedó sin fútbol de la Serie A ya que solamente quedó ningún equipo de dicha provincia en la misma categoría ambos al igual que 1972, Segunda etapa de 1980, 1982, 1983 y 1984.
En este torneo tuvo la particularidad de que no contó con el Club Deportivo Cuenca, que jugó en la Serie B, segunda división del fútbol ecuatoriano, tras haber sufrido su cuarto descenso histórico, después de haber permanecido 10 años consecutivos jugando en la Serie A y 9 años en general jugando en la misma categoría ininterrumpidamente desde 1985.
Las novedades que presentó este torneo, fueron las inclusiones del Olmedo, que regresó a la máxima categoría del fútbol ecuatoriano, después de casi 23 años de ausencia (deambulando por la Serie B y la Segunda Categoría, incluso la desaparición del equipo riobambeño y la desafiliación de la Federación Ecuatoriana de Fútbol en algún momento, llevando además diversos problemas dirigenciales y de cuantiosas deudas), después de coronarse campeón de la Serie B de 1994 y 9 de Octubre, que volvió a la máxima categoría del fútbol ecuatoriano, después de 9 años de ausencia (vagando por la Segunda Categoría y la Serie B), luego de coronarse subcampeón de la Serie B de 1994.

## Antecedentes
Emelec clasificó campeón nacional de fútbol por octava vez en 1994 y clasificó a la Copa Libertadores 1995 disputando el último partido del equipo millonario en la temporada de 1994 contra Aucas el resultado fue el empate de los dos equipos 1 a 1 disputado el 11 de diciembre de 1994 en el Estadio Olímpico Atahualpa.
El Nacional clasificó subcampeón nacional de fútbol por cuarta vez en 1994 y clasificó a la Copa Libertadores 1995 disputando el último partido del equipo militar en la temporada de 1994 contra Barcelona el resultado fue el empate de los dos equipos 2 a 2 disputado el 11 de diciembre de 1994 en el Estadio Monumental Isidro Romero Carbo.
Espoli ocupó en sexto lugar del Hexagonal final del Campeonato Nacional de 1994 y tercer lugar de la Tabla general acumulada disputando el último partido del equipo policial en la temporada de 1994 contra Deportivo Quito el resultado fue el empate de los dos equipos 3 a 3 disputado el 11 de diciembre de 1994 en el Estadio Olímpico Atahualpa.
Deportivo Quito ocupó en cuarto lugar del Hexagonal final del Campeonato Nacional de 1994 y cuarto lugar de la Tabla general acumulada y clasificó a la Pre-Conmebol 1995 disputando el último partido del equipo chulla en la temporada de 1994 contra Espoli el resultado fue el empate de los dos equipos 3 a 3 disputado el 11 de diciembre de 1994 en el Estadio Olímpico Atahualpa.
Barcelona ocupó en tercer lugar del Hexagonal final del Campeonato Nacional de 1994 y quinto lugar de la Tabla general acumulada y clasificó a la Copa Conmebol 1995 disputando el último partido del equipo torero en la temporada de 1994 contra El Nacional el resultado fue el empate de los dos equipos 2 a 2 disputado el 11 de diciembre de 1994 en el Estadio Monumental Isidro Romero Carbo.
Aucas ocupó en quinto lugar del Hexagonal final del Campeonato Nacional de 1994 y sexto lugar de la Tabla general acumulada disputando el último partido del equipo oriental en la temporada de 1994 contra Emelec el resultado fue el empate de los dos equipos 1 a 1 disputado el 11 de diciembre de 1994 en el Estadio Olímpico Atahualpa.
Liga de Portoviejo ocupó en quinto lugar del Hexagonal 1 de la Segunda etapa del Campeonato Nacional de 1994 y séptimo lugar de la Tabla general acumulada del Campeonato Nacional de 1994 disputando el último partido del equipo portovejense en la temporada de 1994 contra Green Cross por los juegos interzonales el resultado fue la derrota del equipo portovejense sobre el equipo verdolaga por 3 a 0 disputado el 23 de octubre de 1994 en el Estadio Jocay de Manta.
Liga Deportiva Universitaria ocupó en cuarto lugar del Hexagonal 1 de la Segunda etapa del Campeonato Nacional de 1994 y octavo lugar de la Tabla general acumulada del Campeonato Nacional de 1994 disputando el último partido del equipo albo en la temporada de 1994 contra Deportivo Cuenca por los juegos interzonales el resultado fue la victoria del equipo albo sobre el equipo morlaco por 3 a 2 disputado el 23 de octubre de 1994 en el Estadio Alejandro Serrano Aguilar de Cuenca.
Green Cross ocupó en quinto lugar del Hexagonal 2 de la Segunda etapa del Campeonato Nacional de 1994 y séptimo lugar de la Tabla general acumulada del Campeonato Nacional de 1994 disputando el último partido del equipo verdolaga en la temporada de 1994 contra Liga de Portoviejo por los juegos interzonales el resultado fue la victoria del equipo verdolaga sobre el equipo portovejense por 3 a 0 disputado el 23 de octubre de 1994 en el Estadio Jocay de Manta.
Delfín ocupó en sexto lugar del Hexagonal 1 de la Segunda etapa del Campeonato Nacional de 1994 y décimo lugar de la Tabla general acumulada del Campeonato Nacional de 1994 disputando el último partido del equipo cetáceo en la temporada de 1994 por la Definición del descenso contra Deportivo Cuenca el resultado fue la derrota del equipo cetáceo sobre el equipo morlaco por 2 a 1 y victoria del equipo cetáceo sobre el equipo morlaco 4 a 3 en la definición por penales llevando el cuadro morlaco al descenso a la Serie B de la temporada 1995 disputado el 6 de noviembre de 1994 en el Estadio Alejandro Serrano Aguilar de Cuenca.
Olmedo había abandonado la Serie A para descender a la Serie B disputando el último partido del equipo riobambeño en la temporada de 1972 contra El Nacional el resultado fue el empate de los dos equipos 3 a 3 llevando el cuadro riobambeño al descenso a la Serie B de la Segunda etapa de 1972 disputado el 24 de septiembre de 1972 en el Estadio Olímpico de Riobamba hace 22 años atrás, ahora retornó a la Serie A después de casi 23 años en reemplazo del descendido Deportivo Cuenca.
9 de Octubre había abandonado la Serie A para descender a la Segunda División disputando el último partido del equipo patriota del equipo en la temporada de 1986 contra América de Quito el resultado fue la derrota del equipo patriota sobre el equipo cebollita por 1 a 0 llevando el cuadro patriota al descenso a la Segunda División de la temporada 1987 disputado el 19 de octubre de 1986 en el Estadio Modelo hace casi 9 años atrás, ahora retornó a la Serie A después de 9 años en reemplazo del descendido Valdez.

## Sistema de juego
Los 12 equipos que quedaron en la Serie A disputaron el torneo de 1995 bajo un nuevo esquema. El Torneo Apertura constó de 2 etapas. La primera se disputó en 22 partidos bajo la modalidad de sistema de todos contra todos. Una vez concluida, la tabla de posiciones se dividió en 3. La primera compuesta por los equipos ubicados para disputar en primer, segundo, tercer y cuarto lugar, que en la segunda fase jugaron por el Cuadrangular Pre-Libertadores; los equipos ubicados para disputar en quinto, séptimo, noveno y undécimo lugar jugaron por el Cuadrangular B, y los equipos ubicados para disputar en sexto, octavo, décimo y duodécimo lugar jugaron por el Cuadrangular C.
El equipo ganador del Cuadrangular Pre-Libertadores clasificó automáticamente a la final del campeonato y fue inscrito en la Copa Libertadores 1996.
6 días después de finalizada el Mundial Sub-17 de 1995 que se disputó en Ecuador, para cumplir con los requerimientos de FIFA tras el certamen. El Torneo Finalización se dividió en 2 etapas. La primera constó de 2 hexagonales, cuyos primeros 3 primeros de cada llave clasificaron al Hexagonal final, que era su segunda etapa. A la vez, los 3 peores equipos de cada llave debieron jugar, en esta etapa, el Hexagonal del No Descenso; de esta, los 2 últimos lugares descendieron a la Serie B. Mientras tanto, el equipo ganador del Cuadrangular Pre-Libertadores de la Segunda etapa del Torneo Apertura disputó el título con el ganador del Hexagonal final de la Segunda etapa del Torneo Finalización, en partidos de ida y vuelta.
Como principal novedad, debido al cambio en las reglas del fútbol, se comenzaron a entregar tres puntos por cada partido ganado en lugar de dos.

## Relevo anual de clubes
| Pos. | de la Serie A    |
| ---- | ---------------- |
| 11º  | Deportivo Cuenca |
| 12º  | Valdez           |

| Pos. | de la Serie B |
| ---- | ------------- |
| 1º   | Olmedo        |
| 2º   | 9 de Octubre  |

## Equipos participantes

### Datos de los clubes
Tomaron parte en las competición 12 equipos, entre ellos se destaca el retorno de los históricos Centro Deportivo Olmedo, tras casi 23 años ausente de la categoría y 9 de Octubre Fútbol Club, tras 9 años ausente de la categoría.
| Equipo             | Ciudad                                                                      | Provincia                                     | Estadio                                                     | Capacidad                   |
| ------------------ | --------------------------------------------------------------------------- | --------------------------------------------- | ----------------------------------------------------------- | --------------------------- |
| Aucas              | Quito                                                                       | Pichincha                                     | Chillogallo                                                 | 18.799                      |
| Barcelona          | Guayaquil                                                                   | Guayas                                        | Monumental Isidro Romero Carbo                              | 57.267                      |
| Delfín             | [[Archivo:\|20x20px\|border\|Bandera de Manta]] Manta Portoviejo            | Manabí · Manabí                               | Jocay Reales Tamarindos                                     | 17.834 15.691               |
| Deportivo Quito    | Quito                                                                       | Pichincha                                     | Olímpico Atahualpa Chillogallo                              | 35.258 18.799               |
| El Nacional        | Quito                                                                       | Pichincha                                     | Olímpico Atahualpa Chillogallo                              | 35.258 18.799               |
| Emelec             | Guayaquil                                                                   | Guayas                                        | George Capwell Modelo Alberto Spencer                       | 21.388 48.780               |
| Espoli             | Quito Ambato [[Archivo:\|20x20px\|border\|Bandera de Ibarra]] Ibarra        | Pichincha · Pichincha · Tungurahua · Imbabura | Olímpico Atahualpa Chillogallo Bellavista Olímpico (Ibarra) | 35.258 18.799 16.467 17.260 |
| Green Cross        | [[Archivo:\|20x20px\|border\|Bandera de Manta]] Manta Portoviejo            | Manabí · Manabí                               | Jocay Reales Tamarindos                                     | 17.834 15.691               |
| Liga de Portoviejo | Portoviejo                                                                  | Manabí                                        | Reales Tamarindos                                           | 15.691                      |
| Liga de Quito      | Quito Ambato                                                                | Pichincha · Tungurahua                        | Olímpico Atahualpa Bellavista                               | 35.258 16.467               |
| Olmedo             | Riobamba Ambato                                                             | Chimborazo · Tungurahua                       | Olímpico (Riobamba) Bellavista                              | 14.400 16.467               |
| 9 de Octubre       | Guayaquil Machala [[Archivo:\|20x20px\|border\|Bandera de Azogues]] Azogues | Guayas · El Oro · Cañar                       | Modelo Alberto Spencer 9 de Mayo Jorge Andrade Cantos       | 48.780 16.456 11.455        |

### Equipos por provincias
| Provincia  | N.º | Equipos                                                          |
| ---------- | --- | ---------------------------------------------------------------- |
| Pichincha  | 5   | - Aucas - Deportivo Quito - El Nacional - Espoli - Liga de Quito |
| Guayas     | 3   | - Barcelona - Emelec - 9 de Octubre                              |
| Manabí     | 3   | - Delfín - Green Cross - Liga de Portoviejo                      |
| Chimborazo | 1   | - Olmedo                                                         |

| Green Cross Delfín Liga de Portoviejo Barcelona Emelec 9 de Octubre Liga de Quito Espoli El Nacional Deportivo Quito Aucas Olmedo |

## Torneo Apertura

### Primera etapa

#### Partidos y resultados
| Fecha 1       | Fecha 1            | Fecha 1   | Fecha 1          |
| Fecha         | Equipo Local       | Resultado | Equipo Visitante |
| ------------- | ------------------ | --------- | ---------------- |
| 25 de febrero | Liga de Portoviejo | 1 - 2     | Green Cross      |
| 26 de febrero | Aucas              | 3 - 0     | 9 de Octubre     |
| 26 de febrero | Olmedo             | 0 - 1     | Espoli           |
| 26 de febrero | Deportivo Quito    | 0 - 4     | Barcelona        |
| 26 de febrero | Delfín             | 1 - 4     | Liga de Quito    |
| 26 de febrero | Emelec             | 1 - 0     | El Nacional      |

| Fecha 2    | Fecha 2       | Fecha 2   | Fecha 2            |
| Fecha      | Equipo Local  | Resultado | Equipo Visitante   |
| ---------- | ------------- | --------- | ------------------ |
| 1 de marzo | El Nacional   | 2 - 0     | Liga de Portoviejo |
| 1 de marzo | Green Cross   | 2 - 1     | Aucas              |
| 1 de marzo | Espoli        | 4 - 1     | Delfín             |
| 1 de marzo | Liga de Quito | 5 - 1     | Emelec             |
| 1 de marzo | 9 de Octubre  | 0 - 1     | Deportivo Quito    |
| 1 de marzo | Barcelona     | 3 - 0     | Olmedo             |

| Fecha 3    | Fecha 3            | Fecha 3   | Fecha 3          |
| Fecha      | Equipo Local       | Resultado | Equipo Visitante |
| ---------- | ------------------ | --------- | ---------------- |
| 4 de marzo | Deportivo Quito    | 2 - 1     | El Nacional      |
| 5 de marzo | Delfín             | 1 - 4     | Barcelona        |
| 5 de marzo | Liga de Portoviejo | 3 - 0     | 9 de Octubre     |
| 5 de marzo | Emelec             | 0 - 0     | Green Cross      |
| 5 de marzo | Aucas              | 1 - 2     | Espoli           |
| 5 de marzo | Olmedo             | 1 - 0     | Liga de Quito    |

| Fecha 4     | Fecha 4       | Fecha 4   | Fecha 4            |
| Fecha       | Equipo Local  | Resultado | Equipo Visitante   |
| ----------- | ------------- | --------- | ------------------ |
| 11 de marzo | Liga de Quito | 1 - 1     | Aucas              |
| 12 de marzo | Espoli        | 1 - 3     | Emelec             |
| 12 de marzo | El Nacional   | 2 - 2     | Olmedo             |
| 12 de marzo | Green Cross   | 3 - 0     | Deportivo Quito    |
| 12 de marzo | 9 de Octubre  | 4 - 1     | Delfín             |
| 12 de marzo | Barcelona     | 1 - 1     | Liga de Portoviejo |

| Fecha 5     | Fecha 5            | Fecha 5   | Fecha 5          |
| Fecha       | Equipo Local       | Resultado | Equipo Visitante |
| ----------- | ------------------ | --------- | ---------------- |
| 18 de marzo | Emelec             | 3 - 0     | Deportivo Quito  |
| 18 de marzo | Liga de Portoviejo | 1 - 1     | Liga de Quito    |
| 18 de marzo | Aucas              | 1 - 0     | Barcelona        |
| 19 de marzo | Espoli             | 1 - 0     | El Nacional      |
| 19 de marzo | Olmedo             | 3 - 1     | 9 de Octubre     |
| 19 de marzo | Delfín             | 0 - 2     | Green Cross      |

| Fecha 6     | Fecha 6         | Fecha 6   | Fecha 6            |
| Fecha       | Equipo Local    | Resultado | Equipo Visitante   |
| ----------- | --------------- | --------- | ------------------ |
| 25 de marzo | Deportivo Quito | 8 - 0     | Delfín             |
| 26 de marzo | Aucas           | 2 - 0     | Liga de Portoviejo |
| 26 de marzo | Liga de Quito   | 1 - 2     | El Nacional        |
| 26 de marzo | Green Cross     | 4 - 1     | Olmedo             |
| 26 de marzo | 9 de Octubre    | 0 - 1     | Espoli             |
| 26 de marzo | Barcelona       | 1 - 1     | Emelec             |

| Fecha 7     | Fecha 7            | Fecha 7   | Fecha 7          |
| Fecha       | Equipo Local       | Resultado | Equipo Visitante |
| ----------- | ------------------ | --------- | ---------------- |
| 29 de marzo | El Nacional        | 6 - 0     | Green Cross      |
| 29 de marzo | Espoli             | 2 - 0     | Barcelona        |
| 29 de marzo | Olmedo             | 0 - 1     | Aucas            |
| 29 de marzo | 9 de Octubre       | 0 - 1     | Liga de Quito    |
| 29 de marzo | Liga de Portoviejo | 1 - 0     | Deportivo Quito  |
| 13 de abril | Delfín             | 1 - 5     | Emelec           |

| Fecha 8    | Fecha 8         | Fecha 8   | Fecha 8            |
| Fecha      | Equipo Local    | Resultado | Equipo Visitante   |
| ---------- | --------------- | --------- | ------------------ |
| 2 de abril | Aucas           | 2 - 0     | Delfín             |
| 2 de abril | Green Cross     | 3 - 1     | 9 de Octubre       |
| 2 de abril | Liga de Quito   | 0 - 0     | Espoli             |
| 2 de abril | Deportivo Quito | 0 - 0     | Olmedo             |
| 2 de abril | Barcelona       | 3 - 1     | El Nacional        |
| 5 de abril | Emelec          | 3 - 1     | Liga de Portoviejo |

| Fecha 9     | Fecha 9            | Fecha 9   | Fecha 9          |
| Fecha       | Equipo Local       | Resultado | Equipo Visitante |
| ----------- | ------------------ | --------- | ---------------- |
| 8 de abril  | Liga de Portoviejo | 1 - 2     | Espoli           |
| 8 de abril  | Deportivo Quito    | 0 - 1     | Liga de Quito    |
| 9 de abril  | Green Cross        | 0 - 1     | Barcelona        |
| 9 de abril  | Aucas              | 0 - 0     | Emelec           |
| 9 de abril  | Olmedo             | 4 - 2     | Delfín           |
| 27 de abril | 9 de Octubre       | 2 - 0     | El Nacional      |

| Fecha 10    | Fecha 10      | Fecha 10  | Fecha 10           |
| Fecha       | Equipo Local  | Resultado | Equipo Visitante   |
| ----------- | ------------- | --------- | ------------------ |
| 15 de abril | Barcelona     | 5 - 0     | 9 de Octubre       |
| 15 de abril | El Nacional   | 1 - 1     | Aucas              |
| 15 de abril | Espoli        | 1 - 0     | Deportivo Quito    |
| 16 de abril | Emelec        | 4 - 1     | Olmedo             |
| 16 de abril | Liga de Quito | 2 - 0     | Green Cross        |
| 16 de abril | Delfín        | 3 - 2     | Liga de Portoviejo |

| Fecha 11    | Fecha 11        | Fecha 11  | Fecha 11           |
| Fecha       | Equipo Local    | Resultado | Equipo Visitante   |
| ----------- | --------------- | --------- | ------------------ |
| 19 de abril | Delfín          | 2 - 2     | El Nacional        |
| 19 de abril | Liga de Quito   | 1 - 1     | Barcelona          |
| 19 de abril | Olmedo          | 1 - 1     | Liga de Portoviejo |
| 19 de abril | Deportivo Quito | 0 - 0     | Aucas              |
| 19 de abril | 9 de Octubre    | 1 - 3     | Emelec             |
| 19 de abril | Green Cross     | 0 - 0     | Espoli             |

| Fecha 12    | Fecha 12      | Fecha 12  | Fecha 12           |
| Fecha       | Equipo Local  | Resultado | Equipo Visitante   |
| ----------- | ------------- | --------- | ------------------ |
| 23 de abril | Espoli        | 2 - 1     | Olmedo             |
| 23 de abril | El Nacional   | 1 - 2     | Emelec             |
| 23 de abril | Green Cross   | 2 - 1     | Liga de Portoviejo |
| 23 de abril | 9 de Octubre  | 1 - 1     | Aucas              |
| 23 de abril | Barcelona     | 6 - 0     | Deportivo Quito    |
| 23 de abril | Liga de Quito | 8 - 2     | Delfín             |

| Fecha 13    | Fecha 13           | Fecha 13  | Fecha 13         |
| Fecha       | Equipo Local       | Resultado | Equipo Visitante |
| ----------- | ------------------ | --------- | ---------------- |
| 29 de abril | Olmedo             | 0 - 0     | Barcelona        |
| 29 de abril | Liga de Portoviejo | 1 - 0     | El Nacional      |
| 30 de abril | Deportivo Quito    | 1 - 0     | 9 de Octubre     |
| 30 de abril | Aucas              | 2 - 1     | Green Cross      |
| 30 de abril | Delfín             | 2 - 1     | Espoli           |
| 30 de abril | Emelec             | 3 - 2     | Liga de Quito    |

| Fecha 14  | Fecha 14      | Fecha 14  | Fecha 14           |
| Fecha     | Equipo Local  | Resultado | Equipo Visitante   |
| --------- | ------------- | --------- | ------------------ |
| 6 de mayo | Liga de Quito | 5 - 0     | Olmedo             |
| 6 de mayo | 9 de Octubre  | 1 - 2     | Liga de Portoviejo |
| 7 de mayo | El Nacional   | 1 - 1     | Deportivo Quito    |
| 7 de mayo | Espoli        | 2 - 1     | Aucas              |
| 7 de mayo | Green Cross   | 2 - 0     | Emelec             |
| 7 de mayo | Barcelona     | 2 - 1     | Delfín             |

| Fecha 15   | Fecha 15           | Fecha 15  | Fecha 15         |
| Fecha      | Equipo Local       | Resultado | Equipo Visitante |
| ---------- | ------------------ | --------- | ---------------- |
| 10 de mayo | Delfín             | 3 - 2     | 9 de Octubre     |
| 10 de mayo | Olmedo             | 0 - 0     | El Nacional      |
| 10 de mayo | Deportivo Quito    | 1 - 2     | Green Cross      |
| 10 de mayo | Aucas              | 1 - 2     | Liga de Quito    |
| 10 de mayo | Emelec             | 0 - 0     | Espoli           |
| 10 de mayo | Liga de Portoviejo | 0 - 3     | Barcelona        |

| Fecha 16   | Fecha 16        | Fecha 16  | Fecha 16           |
| Fecha      | Equipo Local    | Resultado | Equipo Visitante   |
| ---------- | --------------- | --------- | ------------------ |
| 14 de mayo | El Nacional     | 0 - 2     | Espoli             |
| 14 de mayo | 9 de Octubre    | 0 - 0     | Olmedo             |
| 14 de mayo | Green Cross     | 1 - 0     | Delfín             |
| 14 de mayo | Liga de Quito   | 2 - 0     | Liga de Portoviejo |
| 14 de mayo | Barcelona       | 3 - 1     | Aucas              |
| 14 de mayo | Deportivo Quito | 2 - 0     | Emelec             |

| Fecha 17   | Fecha 17           | Fecha 17  | Fecha 17         |
| Fecha      | Equipo Local       | Resultado | Equipo Visitante |
| ---------- | ------------------ | --------- | ---------------- |
| 17 de mayo | Espoli             | 4 - 2     | 9 de Octubre     |
| 17 de mayo | Delfín             | 3 - 2     | Deportivo Quito  |
| 17 de mayo | Olmedo             | 1 - 2     | Green Cross      |
| 17 de mayo | El Nacional        | 0 - 0     | Liga de Quito    |
| 17 de mayo | Liga de Portoviejo | 1 - 0     | Aucas            |
| 17 de mayo | Emelec             | 0 - 0     | Barcelona        |

| Fecha 18   | Fecha 18        | Fecha 18  | Fecha 18           |
| Fecha      | Equipo Local    | Resultado | Equipo Visitante   |
| ---------- | --------------- | --------- | ------------------ |
| 21 de mayo | Deportivo Quito | 2 - 1     | Liga de Portoviejo |
| 21 de mayo | Liga de Quito   | 3 - 1     | 9 de Octubre       |
| 21 de mayo | Aucas           | 3 - 2     | Olmedo             |
| 21 de mayo | Green Cross     | 2 - 1     | El Nacional        |
| 21 de mayo | Emelec          | 2 - 0     | Delfín             |
| 21 de mayo | Barcelona       | 5 - 2     | Espoli             |

| Fecha 19   | Fecha 19           | Fecha 19  | Fecha 19         |
| Fecha      | Equipo Local       | Resultado | Equipo Visitante |
| ---------- | ------------------ | --------- | ---------------- |
| 24 de mayo | Delfín             | 2 - 3     | Aucas            |
| 24 de mayo | Olmedo             | 1 - 6     | Deportivo Quito  |
| 24 de mayo | 9 de Octubre       | 0 - 2     | Green Cross      |
| 24 de mayo | El Nacional        | 0 - 0     | Barcelona        |
| 24 de mayo | Liga de Portoviejo | 1 - 1     | Emelec           |
| 24 de mayo | Espoli             | 1 - 2     | Liga de Quito    |

| Fecha 20   | Fecha 20      | Fecha 20  | Fecha 20           |
| Fecha      | Equipo Local  | Resultado | Equipo Visitante   |
| ---------- | ------------- | --------- | ------------------ |
| 28 de mayo | El Nacional   | 6 - 1     | 9 de Octubre       |
| 28 de mayo | Espoli        | 5 - 1     | Liga de Portoviejo |
| 28 de mayo | Liga de Quito | 1 - 0     | Deportivo Quito    |
| 28 de mayo | Delfín        | 1 - 0     | Olmedo             |
| 28 de mayo | Emelec        | 2 - 2     | Aucas              |
| 28 de mayo | Barcelona     | 1 - 1     | Green Cross        |

| Fecha 21   | Fecha 21           | Fecha 21  | Fecha 21         |
| Fecha      | Equipo Local       | Resultado | Equipo Visitante |
| ---------- | ------------------ | --------- | ---------------- |
| 31 de mayo | Green Cross        | 0 - 1     | Liga de Quito    |
| 31 de mayo | Olmedo             | 3 - 1     | Emelec           |
| 31 de mayo | Aucas              | 2 - 2     | El Nacional      |
| 31 de mayo | Deportivo Quito    | 0 - 1     | Espoli           |
| 31 de mayo | Liga de Portoviejo | 3 - 0     | Delfín           |
| 31 de mayo | 9 de Octubre       | 0 - 2     | Barcelona        |

| Fecha 22   | Fecha 22           | Fecha 22  | Fecha 22         |
| Fecha      | Equipo Local       | Resultado | Equipo Visitante |
| ---------- | ------------------ | --------- | ---------------- |
| 4 de junio | El Nacional        | 2 - 0     | Delfín           |
| 4 de junio | Espoli             | 2 - 1     | Green Cross      |
| 4 de junio | Aucas              | 0 - 0     | Deportivo Quito  |
| 4 de junio | Liga de Portoviejo | 4 - 1     | Olmedo           |
| 4 de junio | Barcelona          | 0 - 2     | Liga de Quito    |
| 4 de junio | Emelec             | 3 - 0     | 9 de Octubre     |

#### Tabla de posiciones
|  |  |     | Equipo             | PJ | PG | PE | PP | GF | GC | DG  | PTS |
|  |  | --- | ------------------ | -- | -- | -- | -- | -- | -- | --- | --- |
|  |  | 1.  | Espoli             | 22 | 15 | 3  | 4  | 37 | 21 | +16 | 48  |
|  |  | 2.  | Liga de Quito      | 22 | 14 | 5  | 3  | 45 | 16 | +29 | 47  |
|  |  | 3.  | Barcelona          | 22 | 12 | 7  | 3  | 45 | 15 | +30 | 43  |
|  |  | 4.  | Green Cross        | 22 | 13 | 3  | 6  | 32 | 23 | +9  | 42  |
|  |  | 5.  | Emelec             | 22 | 11 | 7  | 4  | 38 | 24 | +14 | 40  |
|  |  | 6.  | Aucas              | 22 | 8  | 8  | 6  | 29 | 24 | +5  | 32  |
|  |  | 7.  | Deportivo Quito    | 22 | 7  | 4  | 11 | 26 | 30 | -4  | 25  |
|  |  | 8.  | Liga de Portoviejo | 22 | 7  | 4  | 11 | 27 | 34 | -7  | 25  |
|  |  | 9.  | El Nacional        | 22 | 5  | 8  | 9  | 30 | 26 | +4  | 23  |
|  |  | 10. | Olmedo             | 22 | 4  | 6  | 12 | 22 | 43 | -21 | 18  |
|  |  | 11. | Delfín             | 22 | 5  | 1  | 16 | 26 | 67 | -41 | 16  |
|  |  | 12. | 9 de Octubre       | 22 | 2  | 2  | 18 | 17 | 51 | -34 | 8   |

PJ = Partidos jugados; PG = Partidos ganados; PE = Partidos empatados; PP = Partidos perdidos; GF = Goles a favor; GC = Goles en contra; DG = Diferencia de gol; PTS = Puntos
|  | Clasificaron al Cuadrangular Pre-Libertadores. |
|  | Clasificaron al Cuadrangular B.                |
|  | Clasificaron al Cuadrangular C.                |

Fuente: The Rec.Sport.Soccer Statistics Foundation

### Segunda etapa

#### Partidos y resultados
| Fecha 1    | Fecha 1       | Fecha 1   | Fecha 1            |
| Fecha      | Equipo Local  | Resultado | Equipo Visitante   |
| ---------- | ------------- | --------- | ------------------ |
| 7 de junio | Green Cross   | 3 - 0     | Espoli             |
| 7 de junio | Emelec        | 3 - 2     | Deportivo Quito    |
| 7 de junio | Olmedo        | 2 - 2     | Liga de Portoviejo |
| 7 de junio | Aucas         | 2 - 2     | 9 de Octubre       |
| 7 de junio | El Nacional   | 5 - 0     | Delfín             |
| 7 de junio | Liga de Quito | 2 - 4     | Barcelona          |

| Fecha 2     | Fecha 2            | Fecha 2   | Fecha 2          |
| Fecha       | Equipo Local       | Resultado | Equipo Visitante |
| ----------- | ------------------ | --------- | ---------------- |
| 11 de junio | Delfín             | 1 - 0     | Emelec           |
| 11 de junio | 9 de Octubre       | 1 - 1     | Olmedo           |
| 11 de junio | Liga de Portoviejo | 1 - 0     | Aucas            |
| 11 de junio | Deportivo Quito    | 0 - 0     | El Nacional      |
| 11 de junio | Barcelona          | 5 - 0     | Green Cross      |
| 11 de junio | Espoli             | 1 - 0     | Liga de Quito    |

| Fecha 3     | Fecha 3         | Fecha 3   | Fecha 3            |
| Fecha       | Equipo Local    | Resultado | Equipo Visitante   |
| ----------- | --------------- | --------- | ------------------ |
| 14 de junio | Green Cross     | 1 - 0     | Liga de Quito      |
| 14 de junio | Olmedo          | 3 - 1     | Aucas              |
| 14 de junio | Deportivo Quito | 0 - 0     | Delfín             |
| 14 de junio | Espoli          | 0 - 3     | Barcelona          |
| 14 de junio | 9 de Octubre    | 2 - 4     | Liga de Portoviejo |
| 14 de junio | Emelec          | 1 - 1     | El Nacional        |

| Fecha 4     | Fecha 4            | Fecha 4   | Fecha 4          |
| Fecha       | Equipo Local       | Resultado | Equipo Visitante |
| ----------- | ------------------ | --------- | ---------------- |
| 17 de junio | Liga de Portoviejo | 2 - 1     | 9 de Octubre     |
| 18 de junio | El Nacional        | 2 - 0     | Emelec           |
| 18 de junio | Aucas              | 2 - 2     | Olmedo           |
| 18 de junio | Liga de Quito      | 4 - 0     | Green Cross      |
| 18 de junio | Delfín             | 1 - 1     | Deportivo Quito  |
| 18 de junio | Barcelona          | 2 - 0     | Espoli           |

| Fecha 5     | Fecha 5       | Fecha 5   | Fecha 5            |
| Fecha       | Equipo Local  | Resultado | Equipo Visitante   |
| ----------- | ------------- | --------- | ------------------ |
| 21 de junio | Aucas         | 2 - 0     | Liga de Portoviejo |
| 21 de junio | El Nacional   | 2 - 0     | Deportivo Quito    |
| 21 de junio | Olmedo        | 0 - 0     | 9 de Octubre       |
| 21 de junio | Liga de Quito | 1 - 1     | Espoli             |
| 21 de junio | Emelec        | 3 - 0     | Delfín             |
| 21 de junio | Green Cross   | 0 - 0     | Barcelona          |

| Fecha 6     | Fecha 6            | Fecha 6   | Fecha 6          |
| Fecha       | Equipo Local       | Resultado | Equipo Visitante |
| ----------- | ------------------ | --------- | ---------------- |
| 25 de junio | Delfín             | 0 - 2     | El Nacional      |
| 25 de junio | Deportivo Quito    | 1 - 4     | Emelec           |
| 25 de junio | 9 de Octubre       | 0 - 0     | Aucas            |
| 25 de junio | Espoli             | 4 - 0     | Green Cross      |
| 25 de junio | Liga de Portoviejo | 1 - 1     | Olmedo           |
| 25 de junio | Barcelona          | 2 - 0     | Liga de Quito    |

#### Tabla de posiciones
Cuadrangular Pre-Libertadores
|  |  |    | Equipo        | PJ | PG | PE | PP | GF | GC | DG  | PTS |
|  |  | -- | ------------- | -- | -- | -- | -- | -- | -- | --- | --- |
|  |  | 1. | Barcelona     | 6  | 5  | 1  | 0  | 16 | 2  | +14 | 16  |
|  |  | 2. | Espoli        | 6  | 2  | 1  | 3  | 6  | 9  | -3  | 7   |
|  |  | 3. | Green Cross   | 6  | 2  | 1  | 3  | 4  | 13 | -9  | 7   |
|  |  | 4. | Liga de Quito | 6  | 1  | 1  | 4  | 7  | 9  | -2  | 4   |

PJ = Partidos jugados; PG = Partidos ganados; PE = Partidos empatados; PP = Partidos perdidos; GF = Goles a favor; GC = Goles en contra; DG = Diferencia de gol; PTS = Puntos
|  | Clasificó a la Final del Campeonato Nacional y a la Copa Libertadores 1996. |

Fuente: The Rec.Sport.Soccer Statistics Foundation
Cuadrangular B
|  |  |    | Equipo          | PJ | PG | PE | PP | GF | GC | DG  | PTS |
|  |  | -- | --------------- | -- | -- | -- | -- | -- | -- | --- | --- |
|  |  | 1. | El Nacional     | 6  | 4  | 2  | 0  | 12 | 1  | +11 | 14  |
|  |  | 2. | Emelec          | 6  | 3  | 1  | 2  | 11 | 7  | +4  | 10  |
|  |  | 3. | Deportivo Quito | 6  | 0  | 3  | 3  | 4  | 10 | -6  | 3   |
|  |  | 4. | Delfín          | 6  | 1  | 2  | 3  | 2  | 11 | -9  | 0   |

PJ = Partidos jugados; PG = Partidos ganados; PE = Partidos empatados; PP = Partidos perdidos; GF = Goles a favor; GC = Goles en contra; DG = Diferencia de gol; PTS = Puntos
 NOTA: Delfín fue penalizado con 5 puntos por alinear a un jugador sancionado.
Fuente: The Rec.Sport.Soccer Statistics Foundation
Cuadrangular C
|  |  |    | Equipo             | PJ | PG | PE | PP | GF | GC | DG | PTS |
|  |  | -- | ------------------ | -- | -- | -- | -- | -- | -- | -- | --- |
|  |  | 1. | Liga de Portoviejo | 6  | 3  | 2  | 1  | 10 | 8  | +2 | 11  |
|  |  | 2. | Olmedo             | 6  | 1  | 5  | 0  | 9  | 7  | +2 | 8   |
|  |  | 3. | Aucas              | 6  | 1  | 3  | 2  | 7  | 8  | -1 | 6   |
|  |  | 4. | 9 de Octubre       | 6  | 0  | 4  | 2  | 6  | 9  | -3 | 4   |

PJ = Partidos jugados; PG = Partidos ganados; PE = Partidos empatados; PP = Partidos perdidos; GF = Goles a favor; GC = Goles en contra; DG = Diferencia de gol; PTS = Puntos
Fuente: The Rec.Sport.Soccer Statistics Foundation

##### Evolución de la clasificación
Cuadrangular Pre-Libertadores
Cuadrangular B
Cuadrangular C

## Torneo Finalización

### Primera etapa

#### Partidos y resultados
| Fecha 1      | Fecha 1         | Fecha 1   | Fecha 1            |
| Fecha        | Equipo Local    | Resultado | Equipo Visitante   |
| ------------ | --------------- | --------- | ------------------ |
| 26 de agosto | Liga de Quito   | 5 - 0     | Delfín             |
| 27 de agosto | Deportivo Quito | 0 - 1     | El Nacional        |
| 27 de agosto | Aucas           | 6 - 0     | Liga de Portoviejo |
| 27 de agosto | Green Cross     | 1 - 1     | Barcelona          |
| 27 de agosto | Olmedo          | 1 - 1     | Espoli             |
| 27 de agosto | 9 de Octubre    | 0 - 4     | Emelec             |

| Fecha 2      | Fecha 2            | Fecha 2   | Fecha 2          |
| Fecha        | Equipo Local       | Resultado | Equipo Visitante |
| ------------ | ------------------ | --------- | ---------------- |
| 30 de agosto | El Nacional        | 2 - 0     | Green Cross      |
| 30 de agosto | Espoli             | 0 - 0     | Aucas            |
| 30 de agosto | Delfín             | 2 - 0     | Deportivo Quito  |
| 30 de agosto | Barcelona          | 5 - 2     | Liga de Quito    |
| 30 de agosto | Liga de Portoviejo | 5 - 0     | 9 de Octubre     |
| 31 de agosto | Emelec             | 3 - 0     | Olmedo           |

| Fecha 3         | Fecha 3         | Fecha 3   | Fecha 3            |
| Fecha           | Equipo Local    | Resultado | Equipo Visitante   |
| --------------- | --------------- | --------- | ------------------ |
| 3 de septiembre | Liga de Quito   | 1 - 1     | Green Cross        |
| 3 de septiembre | Espoli          | 0 - 0     | Emelec             |
| 3 de septiembre | Deportivo Quito | 1 - 1     | Barcelona          |
| 3 de septiembre | Olmedo          | 3 - 0     | Liga de Portoviejo |
| 3 de septiembre | Delfín          | 0 - 0     | El Nacional        |
| 3 de septiembre | 9 de Octubre    | 1 - 1     | Aucas              |

| Fecha 4         | Fecha 4            | Fecha 4   | Fecha 4          |
| Fecha           | Equipo Local       | Resultado | Equipo Visitante |
| --------------- | ------------------ | --------- | ---------------- |
| 6 de septiembre | 9 de Octubre       | 0 - 1     | Espoli           |
| 6 de septiembre | Green Cross        | 1 - 0     | Deportivo Quito  |
| 6 de septiembre | Barcelona          | 5 - 0     | Delfín           |
| 6 de septiembre | Aucas              | 3 - 0     | Olmedo           |
| 6 de septiembre | El Nacional        | 2 - 1     | Liga de Quito    |
| 6 de septiembre | Liga de Portoviejo | 0 - 0     | Emelec           |

| Fecha 5          | Fecha 5         | Fecha 5   | Fecha 5            |
| Fecha            | Equipo Local    | Resultado | Equipo Visitante   |
| ---------------- | --------------- | --------- | ------------------ |
| 10 de septiembre | Deportivo Quito | 1 - 2     | Liga de Quito      |
| 10 de septiembre | Espoli          | 2 - 2     | Liga de Portoviejo |
| 10 de septiembre | El Nacional     | 1 - 0     | Barcelona          |
| 10 de septiembre | Delfín          | 0 - 1     | Green Cross        |
| 10 de septiembre | Olmedo          | 2 - 0     | 9 de Octubre       |
| 10 de septiembre | Emelec          | 1 - 1     | Aucas              |

| Fecha 6          | Fecha 6            | Fecha 6   | Fecha 6          |
| Fecha            | Equipo Local       | Resultado | Equipo Visitante |
| ---------------- | ------------------ | --------- | ---------------- |
| 16 de septiembre | 9 de Octubre       | 1 - 1     | Olmedo           |
| 16 de septiembre | Liga de Quito      | 1 - 0     | Deportivo Quito  |
| 16 de septiembre | Liga de Portoviejo | 1 - 2     | Espoli           |
| 17 de septiembre | Aucas              | 0 - 0     | Emelec           |
| 17 de septiembre | Green Cross        | 2 - 0     | Delfín           |
| 17 de septiembre | Barcelona          | 3 - 0     | El Nacional      |

| Fecha 7          | Fecha 7         | Fecha 7   | Fecha 7            |
| Fecha            | Equipo Local    | Resultado | Equipo Visitante   |
| ---------------- | --------------- | --------- | ------------------ |
| 20 de septiembre | Espoli          | 2 - 0     | 9 de Octubre       |
| 20 de septiembre | Deportivo Quito | 1 - 1     | Green Cross        |
| 20 de septiembre | Liga de Quito   | 1 - 1     | El Nacional        |
| 20 de septiembre | Olmedo          | 0 - 0     | Aucas              |
| 20 de septiembre | Emelec          | 1 - 0     | Liga de Portoviejo |
| 20 de septiembre | Delfín          | 0 - 1     | Barcelona          |

| Fecha 8          | Fecha 8            | Fecha 8   | Fecha 8          |
| Fecha            | Equipo Local       | Resultado | Equipo Visitante |
| ---------------- | ------------------ | --------- | ---------------- |
| 24 de septiembre | Aucas              | 10 - 0    | 9 de Octubre     |
| 24 de septiembre | El Nacional        | 1 - 0     | Delfín           |
| 24 de septiembre | Green Cross        | 2 - 2     | Liga de Quito    |
| 24 de septiembre | Liga de Portoviejo | 1 - 1     | Olmedo           |
| 24 de septiembre | Emelec             | 0 - 1     | Espoli           |
| 24 de septiembre | Barcelona          | 1 - 0     | Deportivo Quito  |

| Fecha 9          | Fecha 9         | Fecha 9   | Fecha 9            |
| Fecha            | Equipo Local    | Resultado | Equipo Visitante   |
| ---------------- | --------------- | --------- | ------------------ |
| 30 de septiembre | 9 de Octubre    | 1 - 4     | Liga de Portoviejo |
| 30 de septiembre | Olmedo          | 1 - 0     | Emelec             |
| 1 de octubre     | Deportivo Quito | 1 - 0     | Delfín             |
| 1 de octubre     | Aucas           | 1 - 0     | Espoli             |
| 1 de octubre     | Liga de Quito   | 1 - 0     | Barcelona          |
| 1 de octubre     | Green Cross     | 1 - 1     | El Nacional        |

| Fecha 10     | Fecha 10           | Fecha 10  | Fecha 10         |
| Fecha        | Equipo Local       | Resultado | Equipo Visitante |
| ------------ | ------------------ | --------- | ---------------- |
| 7 de octubre | Espoli             | 0 - 0     | Olmedo           |
| 7 de octubre | Liga de Portoviejo | 3 - 0     | Aucas            |
| 8 de octubre | El Nacional        | 1 - 2     | Deportivo Quito  |
| 8 de octubre | Delfín             | 1 - 4     | Liga de Quito    |
| 8 de octubre | Barcelona          | 1 - 1     | Green Cross      |
| 8 de octubre | Emelec             | 8 - 0     | 9 de Octubre     |

#### Tabla de posiciones
Grupo A
|  |  |    | Equipo          | PJ | PG | PE | PP | GF | GC | DG  | PTS |
|  |  | -- | --------------- | -- | -- | -- | -- | -- | -- | --- | --- |
|  |  | 1. | Barcelona       | 10 | 5  | 3  | 2  | 18 | 7  | +11 | 18  |
|  |  | 2. | Liga de Quito   | 10 | 5  | 3  | 2  | 20 | 13 | +7  | 18  |
|  |  | 3. | El Nacional     | 10 | 5  | 3  | 2  | 10 | 8  | +2  | 18  |
|  |  | 4. | Green Cross     | 10 | 3  | 6  | 1  | 11 | 9  | +2  | 15  |
|  |  | 5. | Deportivo Quito | 10 | 2  | 2  | 6  | 6  | 11 | -5  | 8   |
|  |  | 6. | Delfín          | 10 | 1  | 1  | 8  | 3  | 20 | -17 | 4   |

Grupo B
|  |  |    | Equipo             | PJ | PG | PE | PP | GF | GC | DG  | PTS |
|  |  | -- | ------------------ | -- | -- | -- | -- | -- | -- | --- | --- |
|  |  | 1. | Aucas              | 10 | 4  | 5  | 1  | 22 | 5  | +17 | 17  |
|  |  | 2. | Espoli             | 10 | 4  | 5  | 1  | 9  | 5  | +4  | 17  |
|  |  | 3. | Emelec             | 10 | 4  | 4  | 2  | 17 | 3  | +14 | 16  |
|  |  | 4. | Olmedo             | 10 | 3  | 5  | 2  | 9  | 9  | 0   | 14  |
|  |  | 5. | Liga de Portoviejo | 10 | 3  | 3  | 4  | 16 | 16 | 0   | 12  |
|  |  | 6. | 9 de Octubre       | 10 | 0  | 2  | 8  | 3  | 38 | -35 | 2   |

PJ = Partidos jugados; PG = Partidos ganados; PE = Partidos empatados; PP = Partidos perdidos; GF = Goles a favor; GC = Goles en contra; DG = Diferencia de gol; PTS = Puntos
|  | Clasificaron al Hexagonal final.           |
|  | Clasificaron al Hexagonal del No Descenso. |

Fuente: The Rec.Sport.Soccer Statistics Foundation

###### Evolución de la clasificación
Grupo A
Grupo B

### Segunda etapa

#### Hexagonal del No Descenso

##### Partidos y resultados
| Fecha 1       | Fecha 1         | Fecha 1   | Fecha 1            |
| Fecha         | Equipo Local    | Resultado | Equipo Visitante   |
| ------------- | --------------- | --------- | ------------------ |
| 14 de octubre | Olmedo          | 1 - 2     | Green Cross        |
| 15 de octubre | Deportivo Quito | 8 - 0     | 9 de Octubre       |
| 15 de octubre | Delfín          | 1 - 1     | Liga de Portoviejo |

| Fecha 2       | Fecha 2            | Fecha 2   | Fecha 2          |
| Fecha         | Equipo Local       | Resultado | Equipo Visitante |
| ------------- | ------------------ | --------- | ---------------- |
| 21 de octubre | Green Cross        | 1 - 1     | Deportivo Quito  |
| 21 de octubre | Liga de Portoviejo | 1 - 0     | Olmedo           |
| 22 de octubre | 9 de Octubre       | 2 - 1     | Delfín           |

| Fecha 3       | Fecha 3            | Fecha 3   | Fecha 3          |
| Fecha         | Equipo Local       | Resultado | Equipo Visitante |
| ------------- | ------------------ | --------- | ---------------- |
| 28 de octubre | Olmedo             | 2 - 0     | 9 de Octubre     |
| 28 de octubre | Liga de Portoviejo | 2 - 2     | Green Cross      |
| 29 de octubre | Delfín             | 1 - 0     | Deportivo Quito  |

| Fecha 4        | Fecha 4         | Fecha 4   | Fecha 4            |
| Fecha          | Equipo Local    | Resultado | Equipo Visitante   |
| -------------- | --------------- | --------- | ------------------ |
| 4 de noviembre | Green Cross     | 3 - 2     | Delfín             |
| 5 de noviembre | 9 de Octubre    | 2 - 2     | Liga de Portoviejo |
| 5 de noviembre | Deportivo Quito | 1 - 2     | Olmedo             |

| Fecha 5         | Fecha 5            | Fecha 5   | Fecha 5          |
| Fecha           | Equipo Local       | Resultado | Equipo Visitante |
| --------------- | ------------------ | --------- | ---------------- |
| 11 de noviembre | Olmedo             | 3 - 0     | Delfín           |
| 11 de noviembre | Green Cross        | 3 - 2     | 9 de Octubre     |
| 11 de noviembre | Liga de Portoviejo | 0 - 1     | Deportivo Quito  |

| Fecha 6         | Fecha 6         | Fecha 6   | Fecha 6            |
| Fecha           | Equipo Local    | Resultado | Equipo Visitante   |
| --------------- | --------------- | --------- | ------------------ |
| 19 de noviembre | Deportivo Quito | 4 - 2     | Liga de Portoviejo |
| 19 de noviembre | 9 de Octubre    | 0 - 0     | Green Cross        |
| 19 de noviembre | Delfín          | 0 - 3     | Olmedo             |

| Fecha 7         | Fecha 7            | Fecha 7   | Fecha 7          |
| Fecha           | Equipo Local       | Resultado | Equipo Visitante |
| --------------- | ------------------ | --------- | ---------------- |
| 24 de noviembre | Delfín             | 3 - 2     | Green Cross      |
| 25 de noviembre | Olmedo             | 0 - 0     | Deportivo Quito  |
| 25 de noviembre | Liga de Portoviejo | 6 - 2     | 9 de Octubre     |

| Fecha 8        | Fecha 8         | Fecha 8   | Fecha 8            |
| Fecha          | Equipo Local    | Resultado | Equipo Visitante   |
| -------------- | --------------- | --------- | ------------------ |
| 2 de diciembre | Green Cross     | 2 - 1     | Liga de Portoviejo |
| 3 de diciembre | 9 de Octubre    | 0 - 2     | Olmedo             |
| 3 de diciembre | Deportivo Quito | 5 - 0     | Delfín             |

| Fecha 9         | Fecha 9         | Fecha 9   | Fecha 9            |
| Fecha           | Equipo Local    | Resultado | Equipo Visitante   |
| --------------- | --------------- | --------- | ------------------ |
| 9 de diciembre  | Olmedo          | 5 - 0     | Liga de Portoviejo |
| 9 de diciembre  | Delfín          | 1 - 2     | 9 de Octubre       |
| 10 de diciembre | Deportivo Quito | 1 - 1     | Green Cross        |

| Fecha 10        | Fecha 10           | Fecha 10  | Fecha 10         |
| Fecha           | Equipo Local       | Resultado | Equipo Visitante |
| --------------- | ------------------ | --------- | ---------------- |
| 17 de diciembre | Green Cross        | 2 - 0     | Olmedo           |
| 17 de diciembre | 9 de Octubre       | 1 - 2     | Deportivo Quito  |
| 17 de diciembre | Liga de Portoviejo | s/j       | Delfín           |

##### Tabla de posiciones
|  |  |    | Equipo             | PJ | PG | PE | PP | GF | GC | DG  | PTS | PP |
|  |  | -- | ------------------ | -- | -- | -- | -- | -- | -- | --- | --- | -- |
|  |  | 1. | Olmedo             | 10 | 6  | 1  | 3  | 18 | 6  | +12 | 19  |    |
|  |  | 2. | Green Cross        | 10 | 5  | 4  | 1  | 18 | 13 | +5  | 19  |    |
|  |  | 3. | Deportivo Quito    | 10 | 5  | 3  | 2  | 23 | 8  | +15 | 18  |    |
|  |  | 4. | Liga de Portoviejo | 9  | 2  | 3  | 4  | 15 | 9  | +6  | 9   |    |
|  |  | 5. | 9 de Octubre       | 10 | 2  | 2  | 6  | 11 | 27 | -16 | 5   | -3 |
|  |  | 6. | Delfín             | 9  | 2  | 1  | 6  | 9  | 21 | -12 | 4   | -3 |

PJ = Partidos jugados; PG = Partidos ganados; PE = Partidos empatados; PP = Partidos perdidos; GF = Goles a favor; GC = Goles en contra; DG = Diferencia de gol; PTS = Puntos; PP = Puntos de Penalización
|  | Descendieron a la Serie B. |

#### Hexagonal final

##### Partidos y resultados
| Fecha 1       | Fecha 1       | Fecha 1   | Fecha 1          |
| Fecha         | Equipo Local  | Resultado | Equipo Visitante |
| ------------- | ------------- | --------- | ---------------- |
| 15 de octubre | Espoli        | 1 - 0     | Emelec           |
| 15 de octubre | Liga de Quito | 2 - 1     | Aucas            |
| 15 de octubre | Barcelona     | 6 - 1     | El Nacional      |

| Fecha 2       | Fecha 2      | Fecha 2   | Fecha 2          |
| Fecha         | Equipo Local | Resultado | Equipo Visitante |
| ------------- | ------------ | --------- | ---------------- |
| 21 de octubre | El Nacional  | 2 - 0     | Barcelona        |
| 22 de octubre | Aucas        | 0 - 2     | Liga de Quito    |
| 22 de octubre | Emelec       | 3 - 2     | Espoli           |

| Fecha 3       | Fecha 3      | Fecha 3   | Fecha 3          |
| Fecha         | Equipo Local | Resultado | Equipo Visitante |
| ------------- | ------------ | --------- | ---------------- |
| 28 de octubre | Barcelona    | 1 - 0     | Liga de Quito    |
| 29 de octubre | Espoli       | 1 - 1     | El Nacional      |
| 29 de octubre | Aucas        | 3 - 1     | Emelec           |

| Fecha 4        | Fecha 4       | Fecha 4   | Fecha 4          |
| Fecha          | Equipo Local  | Resultado | Equipo Visitante |
| -------------- | ------------- | --------- | ---------------- |
| 5 de noviembre | El Nacional   | 0 - 1     | Espoli           |
| 5 de noviembre | Liga de Quito | 1 - 2     | Barcelona        |
| 5 de noviembre | Emelec        | 3 - 0     | Aucas            |

| Fecha 5         | Fecha 5       | Fecha 5   | Fecha 5          |
| Fecha           | Equipo Local  | Resultado | Equipo Visitante |
| --------------- | ------------- | --------- | ---------------- |
| 11 de noviembre | Aucas         | 0 - 1     | El Nacional      |
| 12 de noviembre | Liga de Quito | 2 - 1     | Emelec           |
| 12 de noviembre | Barcelona     | 0 - 0     | Espoli           |

| Fecha 6         | Fecha 6      | Fecha 6   | Fecha 6          |
| Fecha           | Equipo Local | Resultado | Equipo Visitante |
| --------------- | ------------ | --------- | ---------------- |
| 19 de noviembre | El Nacional  | 2 - 1     | Aucas            |
| 19 de noviembre | Espoli       | 1 - 0     | Barcelona        |
| 19 de noviembre | Emelec       | 2 - 0     | Liga de Quito    |

| Fecha 7         | Fecha 7       | Fecha 7   | Fecha 7          |
| Fecha           | Equipo Local  | Resultado | Equipo Visitante |
| --------------- | ------------- | --------- | ---------------- |
| 24 de noviembre | Barcelona     | 2 - 2     | Emelec           |
| 25 de noviembre | Liga de Quito | 0 - 0     | El Nacional      |
| 25 de noviembre | Aucas         | 0 - 0     | Espoli           |

| Fecha 8        | Fecha 8      | Fecha 8   | Fecha 8          |
| Fecha          | Equipo Local | Resultado | Equipo Visitante |
| -------------- | ------------ | --------- | ---------------- |
| 3 de diciembre | Espoli       | 2 - 1     | Aucas            |
| 3 de diciembre | El Nacional  | 1 - 1     | Liga de Quito    |
| 3 de diciembre | Emelec       | 1 - 1     | Barcelona        |

| Fecha 9         | Fecha 9       | Fecha 9   | Fecha 9          |
| Fecha           | Equipo Local  | Resultado | Equipo Visitante |
| --------------- | ------------- | --------- | ---------------- |
| 10 de diciembre | El Nacional   | 3 - 1     | Emelec           |
| 10 de diciembre | Liga de Quito | 1 - 3     | Espoli           |
| 10 de diciembre | Barcelona     | 3 - 0     | Aucas            |

| Fecha 10        | Fecha 10     | Fecha 10  | Fecha 10         |
| Fecha           | Equipo Local | Resultado | Equipo Visitante |
| --------------- | ------------ | --------- | ---------------- |
| 16 de diciembre | Espoli       | 2 - 0     | Liga de Quito    |
| 16 de diciembre | Emelec       | 2 - 1     | El Nacional      |
| 16 de diciembre | Aucas        | 1 - 1     | Barcelona        |

##### Tabla de posiciones
|  |  |    | Equipo        | PJ | PG | PE | PP | GF | GC | DG  | PTS |
|  |  | -- | ------------- | -- | -- | -- | -- | -- | -- | --- | --- |
|  |  | 1. | Espoli        | 10 | 6  | 3  | 1  | 12 | 6  | +6  | 21  |
|  |  | 2. | Barcelona     | 10 | 5  | 3  | 2  | 16 | 8  | +8  | 18  |
|  |  | 3. | El Nacional   | 10 | 4  | 3  | 3  | 12 | 12 | 0   | 15  |
|  |  | 4. | Emelec        | 10 | 4  | 2  | 4  | 15 | 15 | 0   | 14  |
|  |  | 5. | Liga de Quito | 10 | 3  | 2  | 5  | 9  | 12 | -3  | 11  |
|  |  | 6. | Aucas         | 10 | 1  | 1  | 8  | 6  | 17 | -11 | 4   |

PJ = Partidos jugados; PG = Partidos ganados; PE = Partidos empatados; PP = Partidos perdidos; GF = Goles a favor; GC = Goles en contra; DG = Diferencia de gol; PTS = Puntos
|  | Clasificó a la Final del Campeonato Nacional y a la Copa Libertadores 1996. |
|  | Clasificaron a la Pre-Conmebol.                                             |

Fuente: The Rec.Sport.Soccer Statistics Foundation

## Final del campeonato
La disputaron entre Barcelona y Espoli, ganando el equipo torero.
| Fecha                                                  | Ciudad    | Equipo local | Resultado | Equipo visitante |
| ------------------------------------------------------ | --------- | ------------ | --------- | ---------------- |
| 19 de diciembre de 1995                                | Guayaquil | Barcelona    | 2 - 0     | Espoli           |
| 22 de diciembre de 1995                                | Quito     | Espoli       | 0 - 1     | Barcelona (C)    |
| Barcelona es el campeón con el marcador global de 3-0. |           |              |           |                  |

### Campeón
|                                             |
|                                             |
| Campeón Barcelona Sporting Club 12.º título |

## Fase Pre-Conmebol
Se enfrentaron entre Emelec y Liga de Quito 4° y 5° lugar del Hexagonal final respectivamente, el cuadro del Emelec ganó la serie por marcador global de 3-1 y se clasificó a la Copa Conmebol 1996.
| Fecha                                                                   | Ciudad    | Equipo local  | Resultado | Equipo visitante |
| ----------------------------------------------------------------------- | --------- | ------------- | --------- | ---------------- |
| 21 de agosto de 1996                                                    | Quito     | Liga de Quito | 1 - 1     | Emelec           |
| 4 de septiembre de 1996                                                 | Guayaquil | Emelec        | 2 - 0     | Liga de Quito    |
| Emelec clasificó a la Copa Conmebol 1996 con el marcador global de 3-1. |           |               |           |                  |

## Tabla general acumulada
|  |  |     | Equipo             | PJ | PG | PE | PP | GF | GC  | DG  | PTS | PP | Resultado en la que concluyó su participación     |
|  |  | --- | ------------------ | -- | -- | -- | -- | -- | --- | --- | --- | -- | ------------------------------------------------- |
|  |  | 1.  | Barcelona (C)      | 50 | 29 | 14 | 7  | 99 | 35  | +64 | 101 |    | Campeón, clasificó a la Copa Libertadores 1996    |
|  |  | 2.  | Espoli (SC)        | 50 | 27 | 12 | 11 | 64 | 44  | +20 | 93  |    | Subcampeón, clasificó a la Copa Libertadores 1996 |
|  |  | 3.  | Green Cross        | 48 | 23 | 14 | 11 | 65 | 58  | +7  | 83  |    |                                                   |
|  |  | 4.  | Emelec             | 48 | 22 | 14 | 12 | 81 | 49  | +32 | 80  |    | Clasificó a la Copa Conmebol 1996                 |
|  |  | 5.  | Liga de Quito      | 48 | 23 | 11 | 14 | 81 | 50  | +31 | 80  |    |                                                   |
|  |  | 6.  | El Nacional        | 48 | 18 | 16 | 14 | 64 | 47  | +17 | 70  |    |                                                   |
|  |  | 7.  | Aucas              | 48 | 14 | 17 | 17 | 64 | 54  | +10 | 59  |    |                                                   |
|  |  | 8.  | Olmedo             | 48 | 14 | 17 | 17 | 58 | 65  | -6  | 59  |    |                                                   |
|  |  | 9.  | Liga de Portoviejo | 47 | 15 | 12 | 20 | 68 | 75  | -7  | 57  |    |                                                   |
|  |  | 10. | Deportivo Quito    | 48 | 14 | 12 | 22 | 59 | 59  | 0   | 54  |    |                                                   |
|  |  | 11. | Delfín (D)         | 47 | 9  | 5  | 33 | 40 | 119 | -79 | 24  | -3 | Descendieron a la Serie B                         |
|  |  | 12. | 9 de Octubre (D)   | 48 | 4  | 10 | 34 | 37 | 125 | -88 | 19  | -3 | Descendieron a la Serie B                         |

PJ = Partidos jugados; PG = Partidos ganados; PE = Partidos empatados; PP = Partidos perdidos; GF = Goles a favor; GC = Goles en contra; DG = Diferencia de gol; PTS = Puntos; PP = Puntos de Penalización
Fuente: The Rec.Sport.Soccer Statistics Foundation

## Goleadores
| Jugador          | Equipo          | Goles |
| ---------------- | --------------- | ----- |
| Manuel Uquillas  | Barcelona       | 24    |
| Eduardo Hurtado  | Emelec          | 21    |
| Enrique Ferraro  | Deportivo Quito | 20    |
| Ariel Graziani   | Aucas           | 19    |
| Marcelo Morales  | Barcelona       | 18    |
| Patricio Hurtado | Liga de Quito   | 17    |